# E. Rodney Jones
Pour les articles homonymes, voir Jones.
E. Rodney Jones (Earl Rodney Jones), né le 8 août 1928 à Texarkana au Texas, mort le 2 janvier 2004 à Bâton-Rouge et Louisiane, est un prolifique disc jockey de R&B américain.
Il était très populaire à Saint-Louis dans les années 1950 et à Chicago dans les années 1960 et 1970. Surnommé « The Mad Lad », il diffusait sur la radio de Chicago WVON (en).